# Asota bandana
Asota bandana là một loài bướm đêm trong họ Erebidae.